# Université fédérale du Paraná
L'université fédérale du Paraná (Universidade Federal do Paraná) est la plus ancienne université fédérale brésilienne.

## Présentation
Elle fut fondée le 19 décembre 1912  sous le nom d'Université du Paraná et a fonctionné sous la forme de  facultés indépendantes jusqu'en 1946. Fédéralisée en 1951, elle devient une institution publique offrant un enseignement gratuit.
À l'heure actuelle, les bâtiments de l'université sont éparpillées en plusieurs points de Curitiba et d'autres villes du Paraná.

## Personnalités liées

### Étudiants
- Miguel Krigsner (né en 1950), entrepreneur brésilien